# طارق فؤاد
طارق فؤاد (6 ديسمبر 1960 -) هو مغني وملحن مصري.

## حياته ونشأته
ولد 6 ديسمبر 1960 في القاهرة، التحق بالمعهد العالي الموسيقى العربية، وأصبح أستاذ به، وحصل على درجة الماجستير منها، كما حاز على شهادة الماجستير من منظمة الأغنية العالمية «فيدوف».

## مسيرته
تمتع منذ صغره بالاداء والصوت العذب، الذى ساعده على الغناء، وعندما بلغ سن 22 عامًا، انضم إلى الطريقة الشاذلية، وأصبح منشدا دينياً في الحضرة، تعلم على يد الحاج عطية شرارة، حتى ذاع صيته خلا حقبة الثمانينيات والتسعينيات من القرن العشرين.
تتلمذ على يديه المغنية آمال ماهر.ظهرت شيرين عبد الوهاب في فيديو كليب من غنائه مما ساعد على اكتشافها، وهي في الثلاثة عشر من عمرها. جمعته علاقة خاصة بالفنانة الراحلة ذكرى، ولحن لها 4 أغنيات.

## أعماله
من أغنائه
- «لازم نخاف» عام 1993.
- «كان نفسنا» في 1995.
- قام بالغناء في العديد من تترات الأعمال الدرامية، منها مسلسل «سور مجرى العيون» و«هارون الرشيد» و«غاضبون وغاضبات» و«تلال الغضب» و«الجبل».[14]